# À son image (film)
Pour plus de détails, voir Fiche technique et Distribution.
À son image est un film français réalisé par Thierry de Peretti et sorti en 2024. Il s'agit de l'adaptation du roman du même nom de Jérôme Ferrari.
Le film est présenté à la Quinzaine des cinéastes lors du Festival de Cannes 2024.

## Synopsis
L'histoire d'Antonia, jeune photographe corse, de la fin des années 1970 aux années 1990, par le prisme des luttes nationalistes qui agitent son île, et du début du conflit yougoslave. Un contexte capturé par son objectif, mais aussi par son amour pour Pascal, un jeune militant du FLNC.

## Fiche technique
- Titre : À son image
- Réalisation : Thierry de Peretti
- Scénario : Thierry de Peretti et Jeanne Aptekman, d'après le roman de Jérôme Ferrari[1]
- Photographie : Josée Deshaies
- Costumes : Rachèle Raoult
- Décors : Thomas Baquéni
- Son : Martin Boissau, Nicolas Moreau, Raphaël Mouterde et Stéphane Thiébaut
- Montage : Marion Monnier et Lila Desiles
- Production : Les Films Velvet
- Distribution : Pyramide Distribution
- Pays de production :  France
- Durée : 113 minutes
- Dates de sortie : France : mai 2024 (première mondiale au festival de Cannes) ; 4 septembre 2024 (sortie nationale)

## Distribution
- Clara-Maria Laredo : Antonia
- Marc-Antonu Mozziconacci : Simon
- Louis Starace : Pascal
- Barbara Sbraggia : Madeleine
- Saveria Giorgi : Laetitia
- Andrea Cossu : Jean-Joseph
- Pierre-Jean Straboni : Xavier
- Antonia Buresi : Gracieuse
- Paul Garatte : Paul
- Thierry de Peretti : Joseph
- Harold Orsoni : Marc-Aurèle
- Cédric Appietto : Patrick
- Alexis Manenti : Dragan
- Victoire Du Bois : Jelica

## Production

### Tournage
Le tournage s'est déroulé d'aout à novembre 2023, entre Ajaccio, Tolla, Bastelica et Calvi en Corse, ainsi que la ville de Belgrade en Serbie,.

## Sortie

### Accueil critique
En France, le site Allociné donne une moyenne de 4,1⁄5, d'après l'interprétation de 32 critiques de presse.

## Sélections
- Festival de Cannes 2024 : sélection de la Quinzaine des cinéastes[5]
- Festival du film de Biarritz Nouvelles Vagues 2024[6]

### Presse
- Thierry Méranger, « Contrechamps corses », Cahiers du cinéma, no 812, septembre 2024, p. 41.
- Jean-Dominique Nuttens, Positif, no 763, septembre 2024, p. 37.
- Luc Chessel,  « A son image de Thierry de Peretti, à Corse et à cri », Libération, 3 septembre 2024.
- Jean-Max Méjean, Jeune Cinéma, no 430, été 2024, p. 22.
- Mathieu Macheret,  « Dans A son image, Thierry de Peretti filme une jeune femme projetée par amour dans la lutte armée », Le Monde, 4 septembre 2024.
- Olivier De Bruyn,  « À son image de Thierry de Peretti : un autre regard sur la Corse et le meilleur film français de la rentrée », Marianne, 4 septembre 2024.
- Emmanuel Burdeau,  « Ferrari par Peretti », En attendant Nadeau, 5 septembre 2024.
- Samuel Douhaire et Marie Sauvion,  « À son image : le meilleur film de Thierry de Peretti ? », Télérama, 7 septembre 2024.